# Gare de Houten
La gare de Houten (en néerlandais station Houten) est une gare néerlandaise située à Houten, dans la province d'Utrecht.
La gare est située sur la ligne Utrecht - Boxtel, reliant le centre du pays au sud (vers Eindhoven et Maastricht.
Les trains s'arrêtant à la gare de Houten font partie du service assuré par les Nederlandse Spoorwegen reliant Utrecht à Bréda et à Tiel.
La gare actuelle a été ouverte en 1982 et est toujours en service ; elle a été complètement reconstruite entre 2007 et 2011 et incorpore désormais une station de trams. Auparavant, Houten avait déjà une gare, au même endroit, ouverte en 1868 et fermée en 1935. En 2007, le bâtiment de la gare de 1868 est déplacé afin de réaliser la mise à quatre voies de la ligne ; il abrite désormais un musée d'archéologie et une association d'aide.

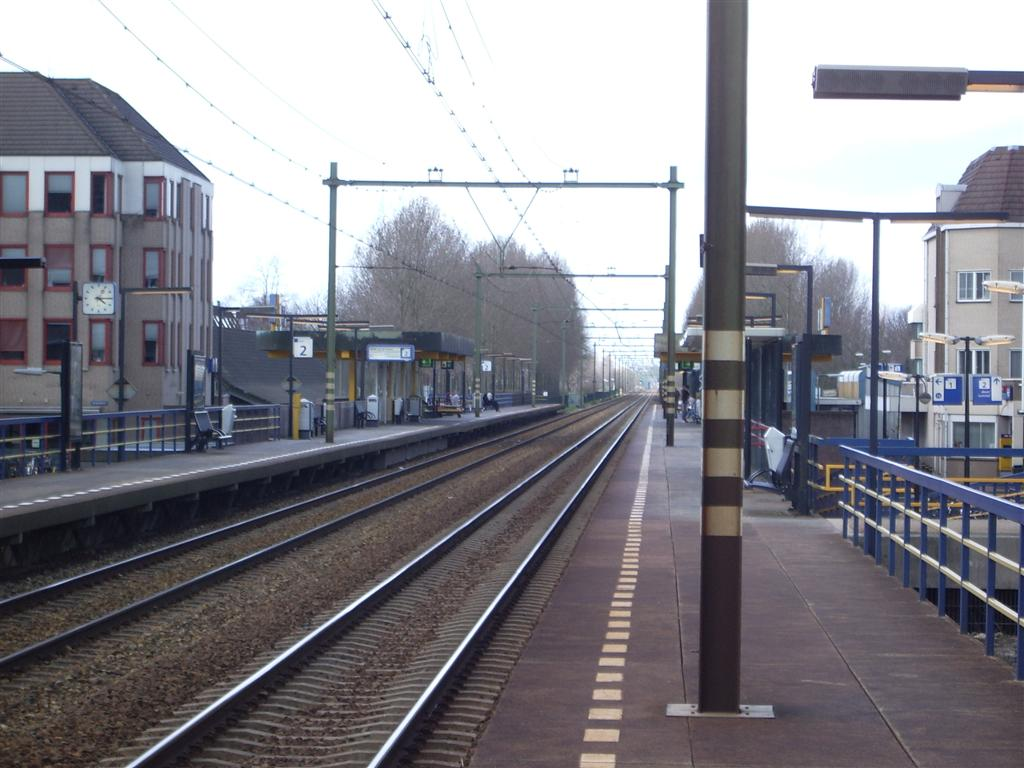
La gare de 1982.
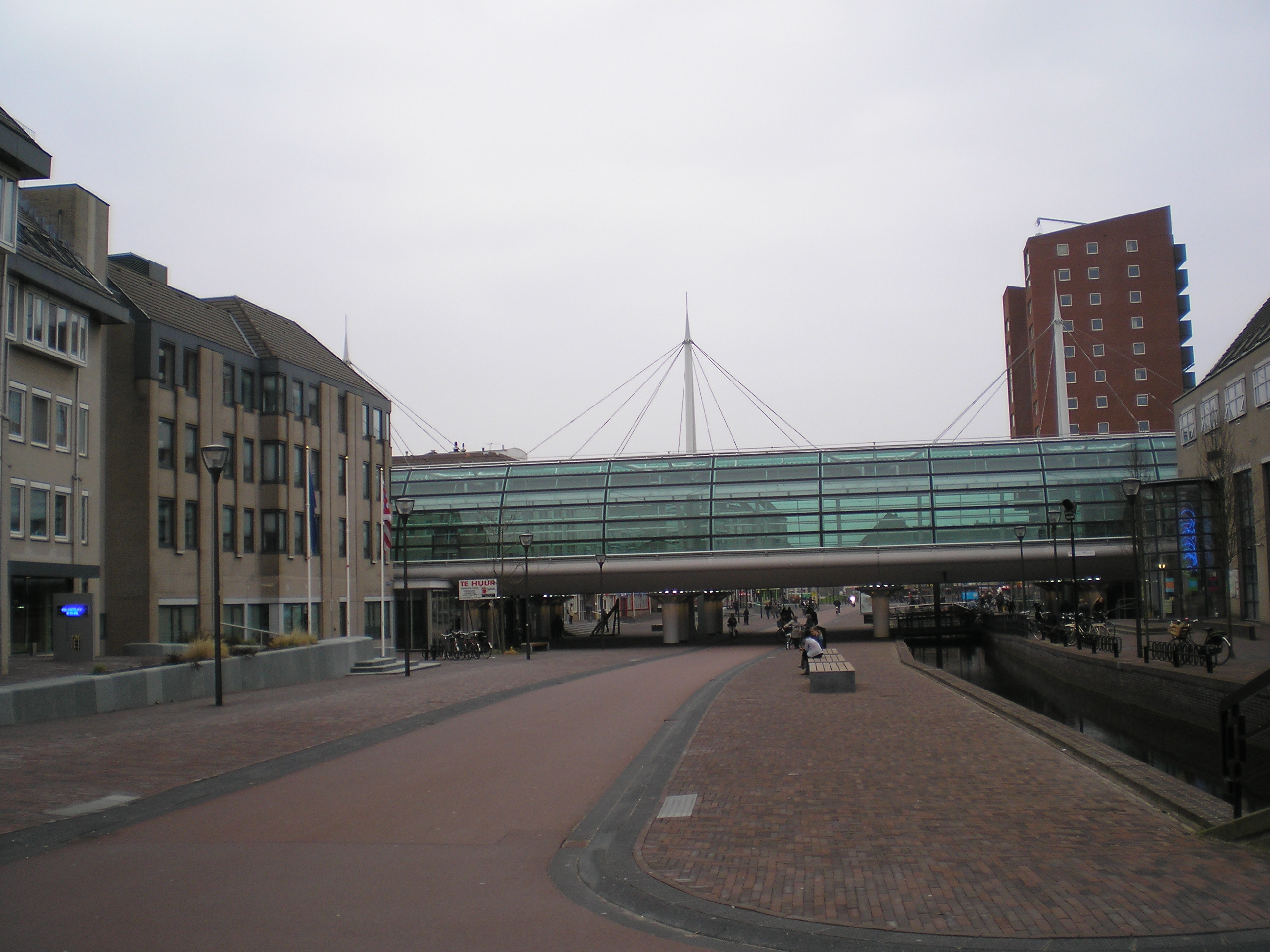
En 2012.
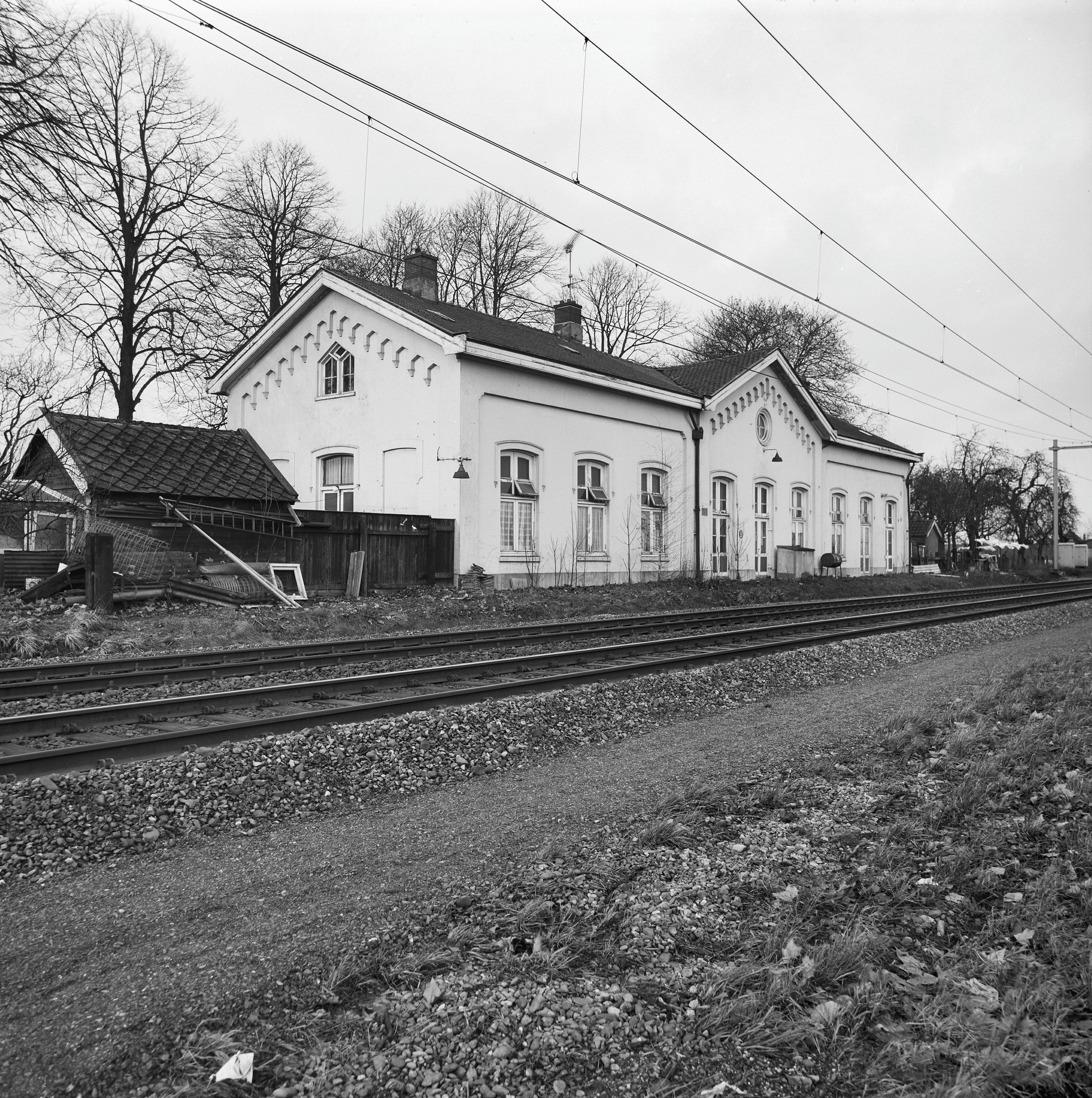
Ancien bâtiment de la gare.
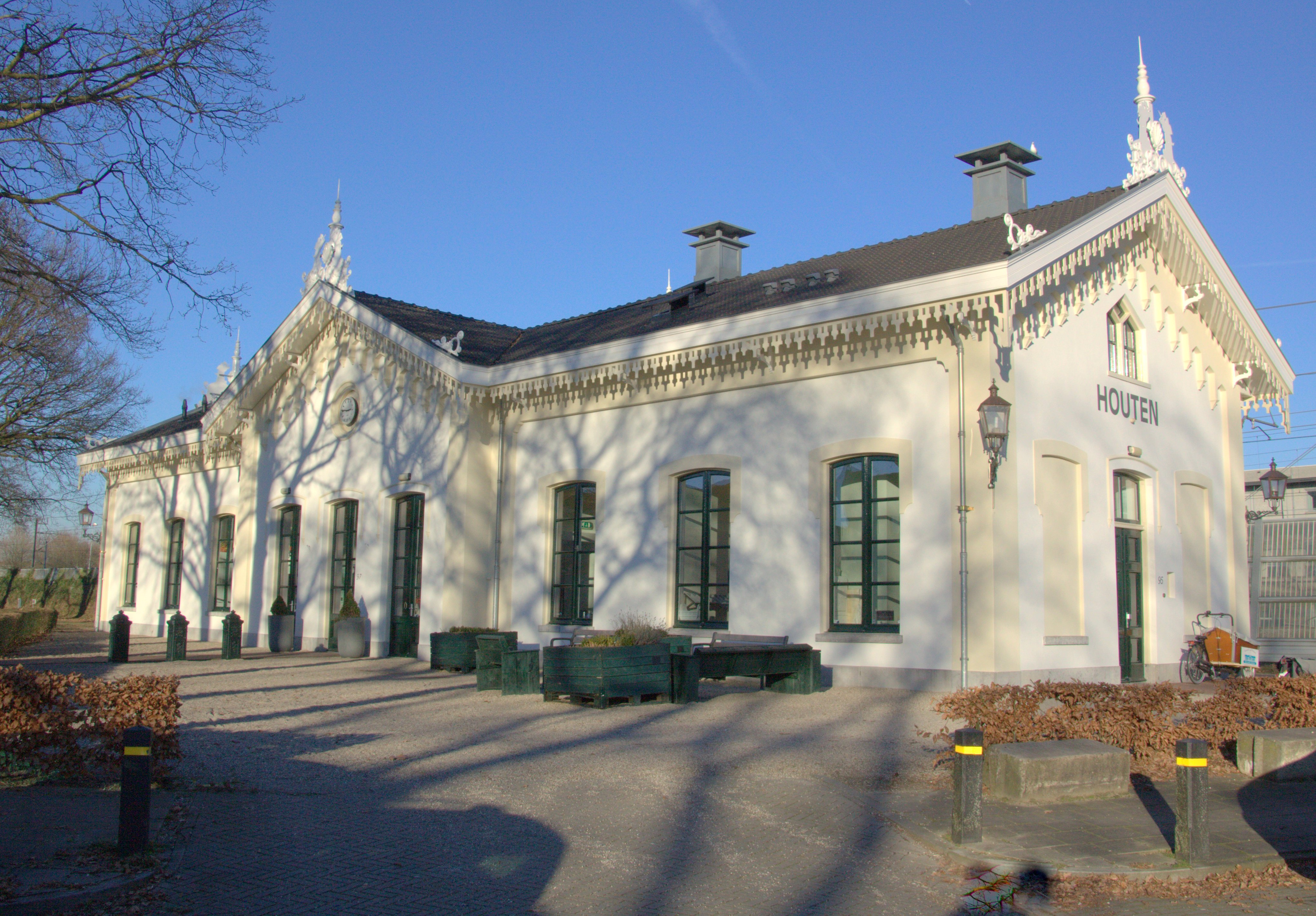
Bâtiment historique en 2017.